# پارکسویل، بریتیش کلمبیا
پارکسویل شهری در جزیره ونکوور در بریتیش کلمبیای کانادا است. این شهر در بزرگراه ۱۹A قرار دارد که در ۳۷ کیلومتری شمال غرب نانایمو، ۴۸ کیلومتری شرق پورت آلبرنی و ۷ کیلومتری جنوب شرق شهرک کوالیکم بیچ، واقع شده‌است.
در سرشماری سال ۲۰۱۱ کانادا جمعیت پارکسویل ۱۱٬۹۷۷ نفر بوده‌است و این شهر یکی از ۱۵ شهر بزرگ جزیره ونکوور از نظر جمعیت است.
پارکسویل به عنوان سواحل شنی بزرگ به‌خوبی شناخته شده‌است.